# 张庆久
张庆久（1929年4月—2013年5月28日），男，黑龙江省五常县人，中华人民共和国政治人物。曾任佳木斯市长、市人大常委会主任。第七届全国人大代表。

## 生平
1946年10月参加工作，1947年4月加入中国共产党。历任五常县七区土改工作队队员、区委副书记、书记，中共五常县委组织部副部长、部长。抗美援朝时期担任担架大队政委。1952年12月至1956年3月，任五常县人民政府县长。之后担任合江地委监委副书记。
1964年12月3日，中共合江地委批准由7名同志组成分县后的中共桦川县委，决定张庆久为书记，魏占国、吴殿贵为副书记。1966年1月10日，经黑龙江省人民委员会同意，原划归抚远县管辖的同江恢复县级建置，并即日起正式挂牌办公。1966年3月3日，张庆久出任同江县委书记。
文化大革命结束后，历任中共合江地委组织部长，地委副书记、合江地区行政公署专员，中共佳木斯市委副书记。1987年1月26日，张庆久任佳木斯市副市长、代理市长。1987年4月11日，张庆久在佳木斯市第九届人民代表大会第五次会议上当选为市长。
1987年12月，当选佳木斯市人大常委会主任。1988年3月至1993年3月，担任第七届全国人大代表。1993年4月离休。2013年5月28日在佳木斯市逝世。